# Palastgrab (Petra)

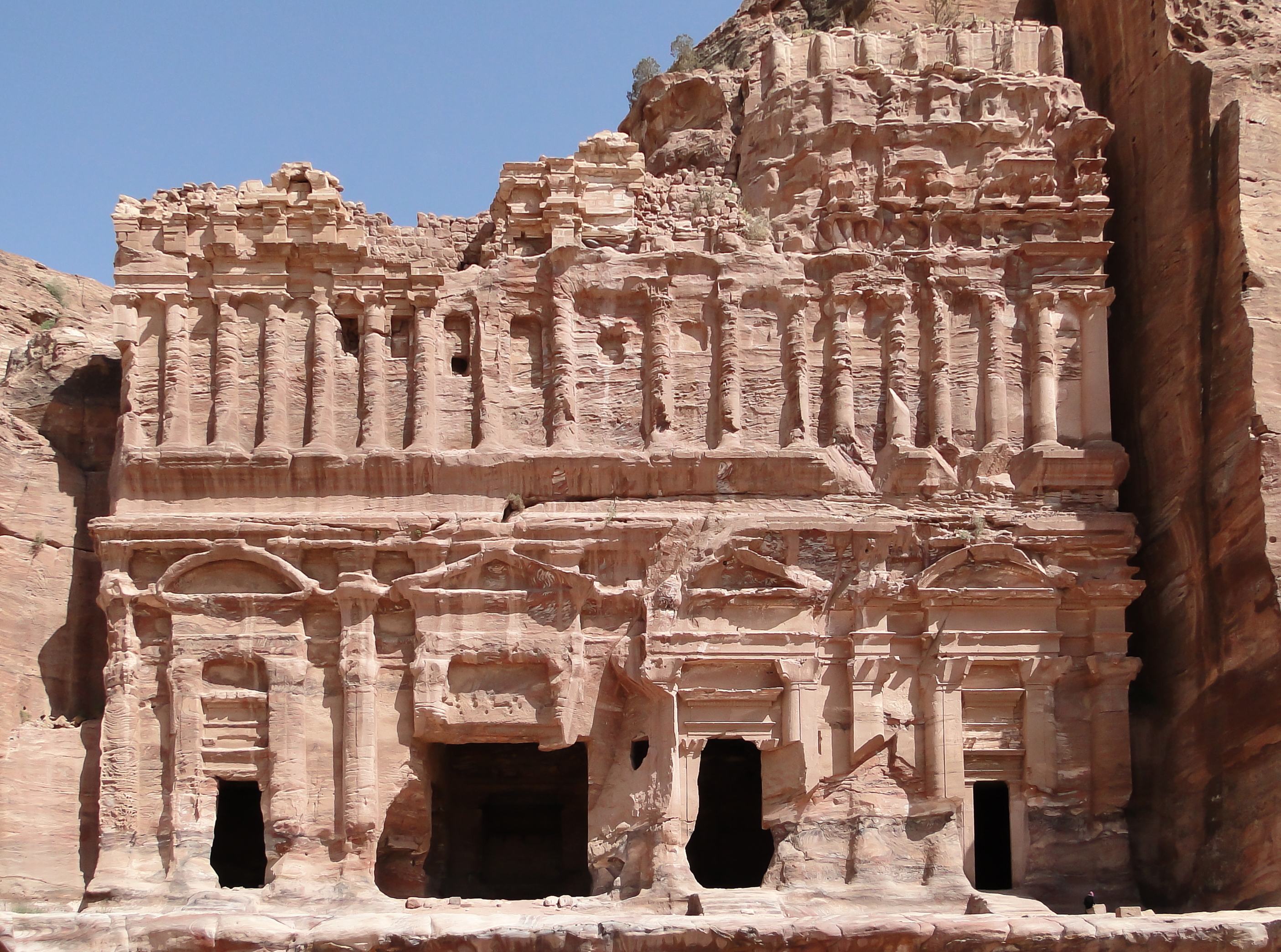
Palastgrab

Das Palastgrab ist eine Felsfassade der nabatäischen Stadt Petra in Jordanien und gehört neben dem Korinthischen Grab und dem Urnengrab zu der sogenannten Königswand. Das Palastgrab ist eines der größten Gräber Petras. Es wird vermutet, dass es mit seinen vier Toren und 18 Säulen einem hellenistischen oder römischen Palast nachempfunden wurde – möglicherweise der Domus Aurea, dem Palast des römischen Kaisers Nero.

## Bauweise
Die Fassade ist 49 Meter breit, 45 Meter hoch und bestand ursprünglich aus vier Stockwerken, von denen drei heute noch gut zu erkennen sind. Da es vom Stil deutlich von den anderen Gräbern abweicht, wurde es höchstwahrscheinlich in der Spätphase der nabatäischen Kultur errichtet, eventuell von Rabbel II., dem letzten Nabatäerkönig.
Vier große Türöffnungen, die von angedeuteten Säulen und nabatäischen Kapitellen verziert sind, wurden im Erdgeschoss des Palastgrabes in den Felsen geschlagen. Darüber liegt ein Gesims mit glatten Fries. Das zweite Stockwerk ist deutlich darüber abgesetzt. 18 Halbsäulen wurden hier aus dem Fels gemeißelt. Diese stehen in keinem Zusammenhang mit den Verzierungen des Erdgeschosses. Von einem dritten und eventuell vierten Stockwerk ist nicht mehr allzu viel erhalten. Da die Felsen für die geplante Fassade nicht hoch genug waren, wurden die oberen Stockwerke aufgemauert. Infolge von mehreren Erdbeben und der Erosion ist viel von diesem Mauerwerk mittlerweile eingestürzt.